# Dafnís e Alcimadura

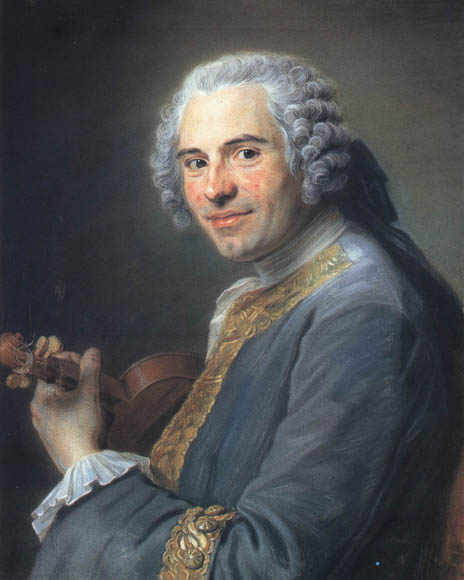
Mondonville por Quentin de La Tour

Daphnis et Alcimadure (título de la obra en francés; en norma clásica Dafnís e Alcimadura) es una ópera con música y libreto en occitano del compositor barroco Jean-Joseph Cassanéa de Mondonville. Se estrenó en 1754 en Fontainebleau ante la corte del rey Luis XV de Francia.

## Historia

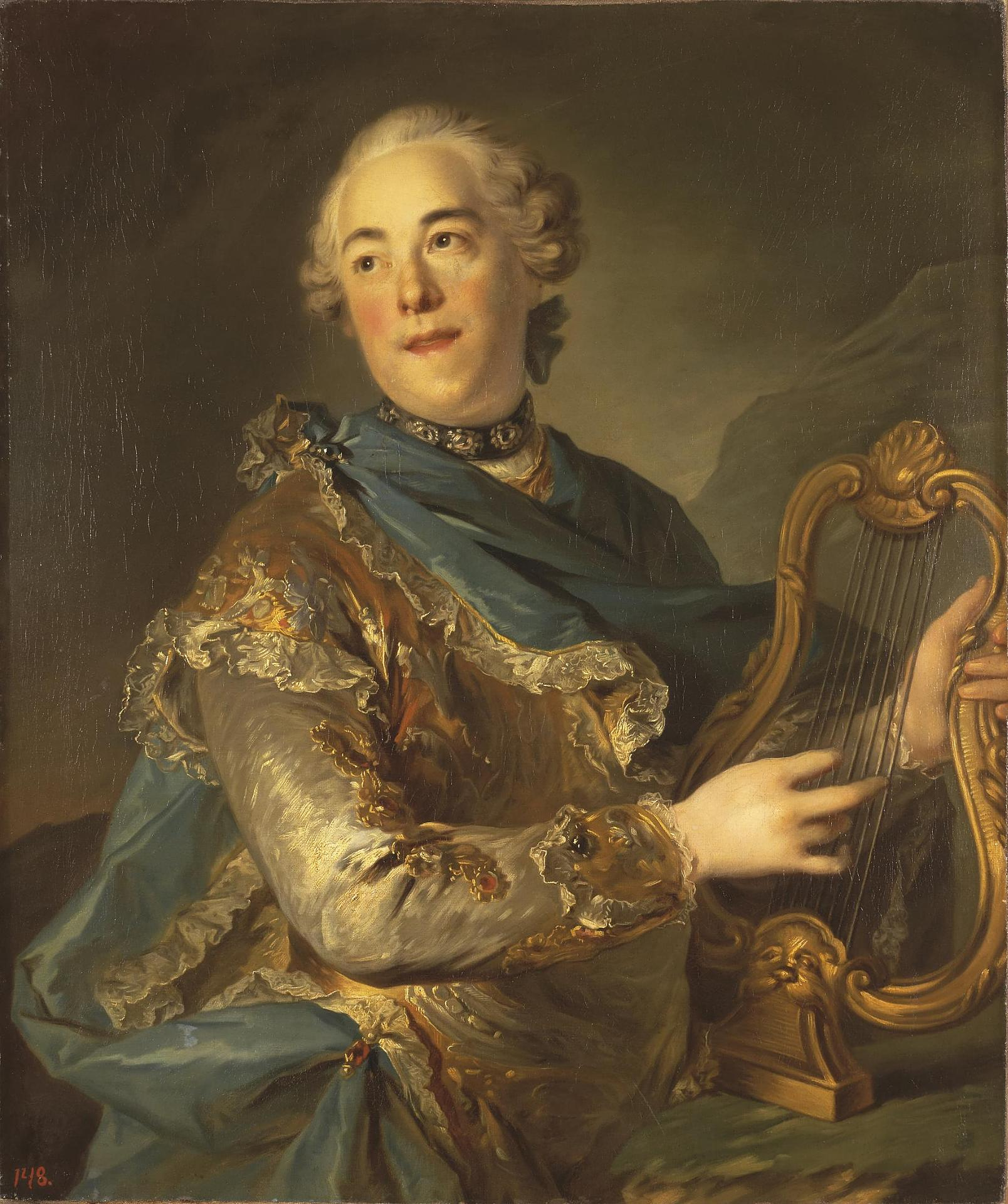
Pierre Jélyotte

Fue estrenada en 1754 en Fontainebleau ante la corte del rey Luis XV de Francia. La fecha ubica esta obra en medio de la Querelle des Bouffons que opuso en Francia a los partidarios de la música francesa con los de las música italiana. El hecho de tener un libretto escrito en un idioma de una cierta manera intermediario entre ambos idiomas le dio una gran trascendencia a su estreno. Un partidario de la música italiana cómo Melchior Grimm alabó el idioma occitano cuyo acento se parece más al del italiano, al mismo tiempo que rechazaba la música por ser de Mondonville. La originalidad de la opción lingüística hizo que se commentara el hecho en el Mercure de France, una de las principales publicaciones de crítica de la época. 

Marie Fel por Quentin de La Tour

## Argumento
- Primer acto: Dafnís es un joven pastor enamorado de Alcimadura, pero elle le niega su amor por no creer en su sinceridad. Janet, el hermano de Alcimadura se plantea comprobar la sinceridad de los sentimientos de Daphnis.

- Segundo acto: Janet disfrazado de soldado habla con Dafnís intentando impresionarlo contándole que ha sido muy valiente en el campo de batalla y que está a punto de casarse con Alcimadura tan pronto haya acabado con un cierto pastor llamado Dafnís. Éste no se deja impresionar, confirma su amor por la pastora cuando justamente se oye la voz atemorizada de Alcimadure, que es perseguida por un lobo. Dafnís mata al lobo y salva a Alcimadura ; a pesar de quedarle agradecida, ella sigue negándole su amor.

- Tercer acto: Janet intenta en vano convencer a Alcimadura. Finalmente Dafnís anuncia que se va a morir y, cuando Janet le anuncia la muerte del pastor a su hermana, ésta acaba por confesar su amor y declara querer morir a su vez. Sin embargo, la muerte de Dafnís había sido una mentira para conseguir el consentimiento de Alcimadura y los dos amantes pueden entonces gozar de su amor.

## Discografía
- Mondonville, Jean-Joseph Cassanéa de. Daphnis et Alcimadure. Beziers : Ventadorn, 1981.
- Reyne, Hugo. Musique aux états du Languedoc. Astrée, 1999.

## Interpretaciones y grabaciones
Mondonville ensayó su obra con dos grande interpétes de la ópera francesa de su época (ambos originarios de regiones de habla occitana): el prim'uomo bearnés Pierre Jeliote y la prima donna burdalesa Marie Fel.
En 1981 se volvió a estrenar y a grabar en Montpellier y se editó en libreto en norma clásica. En 1999 algunas piezas fueron grabadas con instrumentos barrocos en un CD.